# Amphicosmus
Amphicosmus là một chi ruồi thuộc họ Bombyliidae. Có 5 loài được mô tả thuộc chi Amphicosmus.

## Loài
Có 5 loài thuộc chi Amphicosmus:
- Amphicosmus arizonensis Johnson & Johnson, 1960 i c g b
- Amphicosmus arizonicus Hall, 1975 i c g b
- Amphicosmus cincturus Williston, 1901 i c g
- Amphicosmus elegans Coquillett, 1891 i c g
- Amphicosmus vanduzeei Cole, 1923 i c g

Nguồn dữ liệu: i = ITIS, c = Catalogue of Life, g = GBIF, b = Bugguide.net